# جامعه یاوری فرهنگی
جامعه یاوری فرهنگی موسسه خیریه‌ای مردم‌نهاد است که در سال ۱۳۶۲ تشکیل شد تا بدون هیچ‌گونه وابستگی سیاسی، مالی و دولتی به رفع کمبودهای آموزشی مناطق محروم و دور افتاده ایران بپردازد.
هدف جامعه یاوری فرهنگی این است که هیچ کودکی به خاطر فقر مادی از تعلیم و تربیت باز نماند و فرصت‌های برابر برای دستیابی به تحصیل و دانش‌افزایی برای همه کودکان و نوجوانان وجود داشته باشد چرا که به اعتقاد ما، جهل‌ستیزی و دانش‌گستری تنها راه نجات از فقر و محرومیت‌های فرهنگی است.

## مؤسسان
هسته اولیه جامعه یاوری توسط مجتبی کاشانی و سه نفر از دوستان او عثمان محمدپرست و نیکول فریدنی و همایون حاجی خانی شکل گرفت. سپس تعداد اعضای خیر این گروه رفته رفته اضافه شد.
در میان مشاهیر حامی خیریه یاوری نام اشخاصی چون محمدرضا شجریان، یدالله کابلی، پرویز کلانتری، سهیل محمودی، لوریس چکنواریان، بانو مهدیه الهی قمشه‌ای و حسین الهی قمشه‌ای نیز به چشم می‌خورد.

## تفاهم‌نامه‌ها
جامعه یاوری فرهنگی با ادارات کل آموزش و پرورش استان‌های خراسان جنوبی و سیستان و بلوچستان در زمینه ساخت مدرسه و فضاهای آموزشی، تجهیز مدارس و آموزش دانش آموزان و مربیان تفاهم نامه همکاری دارد.
بانک آینده، بانک خاورمیانه، شرکت تجارت الکترونیکی ارتباط فردا، شرکت سفیرآبی آرام، شرکت فناوری همراه پیدا - همراه کارت، شرکت رهیاب رایان فردا، شرکت ایران کارت، شرکت ریل بندر، شرکت خلیج آبی، شرکت مهندسی خرد، شرکت رستافن ارتباط، شرکت ایرانسل، شرکت سی گل، شرکت پارس آنلاین، موسسه آموزشی قلم چی، شرکت دارویی بهداشتی لیوار، شرکت رادیرا، شرکت سناپویان، شرکت فومن شیمی، گروه شرکت های الکتروکویر یزد، دپارتمان روشا، ریوا تدبیر، تکدانه، آران سیج، انتشارات ایران فردا، جراحان پلاستیک و زیبایی ایران، انجمن یاران دانش و مهر، گروه مپنا، شرکت بخرد، مرکز خرید پالادیوم، شرکت گداختار، شرکت صنایع پرسو، شرکت ابزار دقیق دیبا، سبزان، گلنار نیکان دندان، آل تک، شرکت هواپیمایی سپهران، شرکت ابتکار اندیشه البرز، شرکت ژئوتک، شرکت صنایع پرسو، شرکت صدرستون، شرکت چینود، تولیدی البسکو و ...

## فعالیت‌ها

### مدرسه‌سازی
در زمانی که جامعه یاوری تشکیل شد، هنوز کشور درگیر جنگ بود، فقر مادی، فقر امکانات و نابسامانی در برخی مناطق و روستاهای دور افتاده زیاد بود و بسیاری از کودکان این مناطق فرصتی برای تحصیل نداشتند.
جامعه یاوری با هدف ساخت مدرسه در این مناطق به وجود آمد و کار خود را از جنوب استان خراسان بزرگ آغاز کرد.
اولین مدرسه جامعه یاوری در روستای پرویز آباد قائن در سال ۱۳۶۴ ساخته شد و تا تابستان سال ۱۳۹۵ جامعه یاوری فرهنگی موفق به اجرای ۸۴۵ پروژه مدرسه‌سازی در استان‌های محروم کشور شده‌است.
بیشتر این فعالیت‌ها در استان‌های خراسان جنوبی، سیستان و بلوچستان، هرمزگان، خراسان رضوی بوده و در استان‌های تهران، گیلان، ایلام، اصفهان، سمنان هم فعالیت‌هایی انجام داده است.
این پروژه‌ها شامل ساخت مدرسه، ساخت خوابگاه‌های دانش‌آموزی، تجهیز مدارس، بازسازی و تکمیل مدارس قدیمی یا نیمه‌کاره، توسعه مدارس، ساخت مدارس عشایری، تهیه سرویس برای جا به جایی دانش آموزان در مناطق دور افتاده و … بوده‌است.

### مدرسه‌یاری
جامعه یاوری فرهنگی، مدرسه سازی را نقطه پایان ماموریت خود تلقی نمی کند، بلکه در کنار مدرسه سازی در نقاط محروم کشور، مدرسه یاری و فعالیت های جانبی مدرسه سازی نیز در دستور کار جامعه یاوری قرار گرفته است.
فعالیت‌های مدرسه‌یاری جامعه یاوری عبارتند از:

#### برگزاری دوره‌های آموزشی برای ارتقای دانش مربیان و معلمان
در این دوره‌ها، معلمان با شیوه‌های نوین تدریس آشنا می‌شوند. همچنین در سال ۱۳۹۴ تعداد ۸۳۲ معلم در استان‌های سیستان و بلوچستان و خراسان جنوبی تحت آموزش آواورزی و الفباورزی قرار گرفتند. آموزش این تکنیک‌ها با توجه به دو زبانه بودن کودکان این مناطق از اهمیت بسیاری برخوردار است و کودکان را قادر می‌سازد تا تکلم و درک بهتری از زبان فارسی داشته باشند.

#### طرح «با من بخوان»
جامعه یاوری فرهنگی از سال ۱۳۹۲ شروع به اجرای طرح «با من بخوان» در مناطق محروم استان خراسان جنوبی کرد و در سال ۱۳۹۴ این طرح را در استان سیستان و بلوچستان هم به اجرا درآورد.
این طرح با همکاری مؤسسه پژوهشی تاریخ ادبیات کودک برگزار می‌شود تا ضمن دسترسی عادلانه کودکان به کتاب و امکانات آموزشی، فرهنگ کتابخوانی در این مناطق نهادینه شده و مهارت‌های مطالعه در میان کودکان افزایش یابد. در این طرح کودکان مهارت‌های بلندخوانی، درک مطلب، تجسم خلاق، تفکر انتقادی و… را می‌آموزند.
طرح با من بخوان در سال ۲۰۱۶ برنده جایزه بین‌المللی ای‌بی آساهی ژاپن شد. این جایزه به بهترین طرح‌های ترویج کتابخوانی اختصاص داده می‌شود.

#### تولید حین آموزش
آموزش «دانش نظری» و «مهارت‌های عملی» دو بخش به هم پیوسته در رشته‌های فنی و حرفه‌ای و هنرستان‌های کار و دانش هستند که هدف نهایی آن‌ها آماده کردن دانش‌آموزان برای ورود به بازار کار است.
با این وجود، دانش‌آموزانی که در هنرستان‌های مناطق محروم تحصیل می‌کنند در بیشتر اوقات به دلیل دسترسی نداشتن به امکانات فنی، دروس عملی را صرفاً به صورت نظری می‌آموزند. چنین آموزشی نه تنها در راستای اهداف پیش‌بینی شده آموزش فنی و حرفه‌ای نیست، که بحران بیکاری در مناطق محروم و فقدان تولید را در این مناطق شدت می‌بخشد.
بر همین اساس جامعه یاوری فرهنگی از سال ۱۳۹۳ طرح «تولید حین آموزش» را کلید زد. در بخش اول این طرح، ۹ کارگاه فنی و حرفه‌ای در شهرهای بیرجند، قاین، فردوس، سرایان، درمیان، خوسف، نهبندان و سربیشه از استان خراسان جنوبی و روستای جزه در بخش کوهپایه از استان اصفهان تجهیز و مواد اولیه تولید (پارچه، الگو، تجهیزات خیاطی و…) در اختیار دانش‌آموزان قرار گرفت.
این دانش‌آموزان تحت نظارت مربیان با تجربه به تولید ۱۵هزار و ۶۰۶ دست پوشاک فرم مدرسه (مانتو و شلوار دخترانه و بلوز و شلوار پسرانه) پرداختند که در نهایت تولیدات آن‌ها توسط جامعه یاوری فرهنگی خریداری شده و میان افراد نیازمند همان استان توزیع گردید. در سال‌های بعد نیز این روند ادامه پیدا کرد و در مجموع ۲۳ هزار دست لباس در این کارگاه‌ها تولید و میان دانش آموزان نیازمند توزیع گردید.

#### در طرح تولید حین آموزش:
1. دانش‌آموزان مناطق محروم فرصت یادگیری مهارت‌های عملی پیدا کرده و در مقابل فعالیت خود، دستمزد دریافت می‌کنند که کمک هزینه‌ای برای تحصیل آن‌ها خواهد شد و امید به فعالیت‌های تولیدی و اقتصادی را در آن‌ها بالاتر می‌برد.
2. تولیدات این دانش‌آموزان در استان خودشان به مصرف می‌رسد و موجب گردش مالی در استان‌های محروم می‌شود.
3. دانش‌آموزان مناطق محروم اصول کارآفرینی را یادمی‌گیرند، با فرایند تولید، بازاریابی، ارتباط با مشتری و… آشنا شده و آمادگی بیشتری برای تأسیس واحدهای کارگاهی کوچک در سال‌های پس از تحصیل پیدا می‌کنند.
4. جایگاه هنرستان‌ها ارتقا یافته و تمایل برای ادامه تحصیل در رشته‌های فنی و حرفه‌ای و کار و دانش بیشتر می‌شود.

#### توزیع کتاب کنکور در مناطق محروم
جامعه یاوری فرهنگی از سال۱۳۹۳ با همکاری بنیاد قلم‌چی (وقف عام) اقدام به توزیع کتاب‌های کنکور میان دانش‌آموزان استان‌های خراسان جنوبی، ایلام و سیستان و بلوچستان کرد و ۸هزار و ۱۷۱نفر از دانش‌آموزان سال چهارم دبیرستان این استان‌ها به‌طور رایگان کتاب‌های تست آمادگی کنکور قلم‌چی را دریافت کردند. در این طرح به ازای هر ۵دانش‌آموز یک مجموعه کامل از کتاب‌های کنکور متناسب با رشته تحصیلی آن‌ها توزیع شد تا به صورت گردشی از آن استفاده کنند. این طرح در سال تحصیلی ۱۳۹۴–۱۳۹۵ دانش‌آموزان سال سوم دبیرستان و را هم شامل شد و ۳۱ هزار و ۶۱۵ دانش‌آموز در استان‌های ایلام، خراسان جنوبی و سیستان و بلوچستان ۳۸هزار و ۹۳۲ جلد کتاب دریافت کردند.

## انتشار کتاب

### کتاب درسی

#### تألیف کتاب‌های درسی باران
در سال تحصیلی ۹۵–۱۳۹۴ جامعه یاوری فرهنگی کتاب‌های درسی دوره پیش دبستانی را در استان خراسان جنوبی تألیف و منتشر کرد و به‌طور رایگان در اختیار تمام نوآموزان این استان قرار داد. این کتاب‌ها در ۱۱هزار دوره ۵ جلدی و با در نظرگیری ویژگی‌های جغرافیایی منطقه، فرهنگ بومی و مؤلفه‌های اجتماعی آن استان منتشر شدند.

### کتاب غیردرسی
جامعه یاوری در کنار فعالیت‌های مدرسه‌سازی و مدرسه‌یاری، به انتشار کتاب هم می‌پردازد؛ کتاب‌هایی که با همراهی و همکاری انتشارات دستان منتشر می‌شوند و تمام عواید حاصل از فروش آن‌ها صرف مدرسه‌سازی و رفع نیازهای آموزشی کودکان ایران در گوشه و کنار این مرز و بوم خواهد شد.
کتاب‌های منتشر شده توسط جامعه یاوری عبارتند از:
1. پیشه دانشگری/ نوشته توماس اچ. داونپورت/ ترجمه نسیم غنبر تهرانی، رضا درمان/ انتشارات دستان
2. حرمت نفس/ نوشته کریستف آندره و فرانسوا لولورد/ ترجمه عبدالرضا صرافان/ انتشارات دستان
3. گیاهان در قرآن/ نوشته دکتر بهرام گرامی/ انتشارات دستان
4. مشاوره بی‌نقص/ پیتر بلاک/ ترجمه رضا درمان و دیگران/ انتشارات دستان
5. تصمیم‌گیری بخردانه/ نوشته توماس. اچ. دانپورت/ ترجمه نسیم غنبر طهرانی و ندا عبدالوند/ انتشارات دستان
6. قدرت/ نوشته راندا برن/ ترجمه علی تجریشی/ انتشارات دستان
7. بیست گفتار/ نوشته عباس خالصی/ انتشارات دستان
8. جشن هستی/ نوشته اصغر حیدری/ انتشارات دستان
9. استخدام و اخراج/ نوشته برایان تریسی
10. مدیریت نسل آینده مراکز ارتباط / ترجمه علی قنادیان
11. کتاب‌های مجتبی کاشانی «باران عشق»، «روزنه»، «به آیندگان»، «پدیده»، «از خواف تا ابیانه»، «سفرنامهٔ خواف»، «خویش را باور کن» و «از گاراژ تا کلینیک»